# Železniško postajališče Šempeter pri Gorici
Železniško postajališče Šempeter pri Gorici je eno izmed železniških postajališč v Sloveniji, ki oskrbuje bližnje naselje Šempeter pri Gorici. Zahodno od postajališča poteka še zavoj proge proti Vrtojbi, ki se od proge proti Sežani odcepi le nekaj metrov severno od postajališča.